# RS-223
Pour les articles homonymes, voir Route 223.
La RS-223 est une route locale du Nord-Ouest de l'État du Rio Grande do Sul reliant la BR-153/386, sur le territoire de la municipalité de Tio Hugo, à la BR-377, sur la commune de Santa Bárbara do Sul. Elle dessert Tio Hugo, Victor Graeff, Tapera, Selbach, Ibirubá et Santa Bárbara do Sul, et est longue de 76,860 km.